# Salomon Krenberger
Salomon Krenberger (* 23. Januar 1861 in Triesch; † 1. Februar 1931 in Wien) war ein tschechisch-österreichischer Pädagoge.

## Leben und Wirken
Der aus einer jüdischen Familie stammende Krenberger studierte an der Wiener Universität, wo er 1884 zum Dr. phil. promoviert wurde. 1890 gründete er in Tulln eine Privaterziehungsanstalt für schwachbefähigte Kinder, die 1896 nach Wien-Hacking (XIII/8) verlegt wurde. 1914 übernahm er die Leitung des Israelitischen Taubstummeninstituts in Wien (bis 1926). 1927 erfolgte die Ernennung zum Regierungsrat.
Krenberger publizierte 1908 Itards Bericht über den Wilden von Aveyron in deutscher Sprache und veröffentlichte 1912 die erste deutsche Übersetzung des Hauptwerks von Édouard Séguin: Die Idiotie und ihre Behandlung nach psychologischer Methode. Seine internationale Orientierung, insbesondere in Richtung Frankreich, kommt auch in der Gründung und Redaktion von zwei Fachzeitschriften zum Ausdruck: der 1905 begründeten Zeitschrift Eos. Vierteljahreszeitschrift für die Erkenntnis und Behandlung jugendlicher Abnormer, die sich bis 1920 behaupten konnte. Und der 1929 begründeten Fachzeitschrift Levana, internationale wissenschaftliche Beiträge zur gesamten Heilpädagogik, die allerdings nicht über den ersten Jahrgang hinaus existierte. Im Vorwort zum ersten Jahrgang beschreibt Krenberger deren Ziele wie folgt:
„Die Vierteljahresschrift ‘Levana’ soll [...] die wissenschaftliche und praktische Arbeit an Blinden, Taubstummen, Idioten, Schwachsinnigen, Sehschwachen, Schwerhörigen Sprachgestörten, Psychopaten und Krüppeln fördern. Ärzte und Lehrer aus der ganzen Kulturwelt werden hier zu Worte kommen und bedeutende Gelehrte und Fachmänner sind Mitarbeiter. Die Beiträge sollen ein Bindeglied sein zwischen den Gleichstrebenden aller Nationen. Die Geschichte jedes Zweiges der Heilpädagogik, Artikel aus der Praxis, wissenschaftliche Erörterungen der Probleme, Besprechungen sind Teile der neuen Zeitschrift.“
Neben seiner pädagogischen Tätigkeit war Krenberger politisch in der zionistischen Bewegung aktiv und zeitweise Vorsitzender der zionistischen Landesorganisation Österreichs. Er wurde am 3. Februar 1931 auf dem Wiener Zentralfriedhof bestattet.

## Werke (Auswahl)
- Über Hilfsschulen für schwachbefähigte Kinder. Wien 1890
- Der Wilde von Aveyron, in: EOS 1918, S. 1–2.
- Intelligenzprüfungen taubstummer Schüler und Anregungen zu einer erhöhten Sprachentwicklung, München 1927
- Die belgische Methode (Decroly), in: Levana 1929, S. 37–38.

als Herausgeber:
- Édouard Séguin: Die Idiotie und ihre Behandlung nach physiologischer Methode. Wien: Graeser 1912.
- Jean Itard: Itards Berichte über den Wilden von Aveyron. Wien: Graeser 1913.